# Calvin Coffey
Calvin Thomas Coffey (Norwich, 27 de enero de 1951) es un deportista estadounidense que compitió en remo. Es padre de la también remera Olivia Coffey.
Participó en los Juegos Olímpicos de Montreal 1976, obteniendo una medalla de plata en la prueba de dos sin timonel.

## Palmarés internacional
| Juegos Olímpicos | Juegos Olímpicos  | Juegos Olímpicos | Juegos Olímpicos |
| Año              | Lugar             | Medalla          | Prueba           |
| ---------------- | ----------------- | ---------------- | ---------------- |
| 1976             | Montreal (Canadá) | Medalla de plata | Dos sin timonel  |